# Féron
Pour les articles homonymes, voir Féron (homonymie).
Féron est une commune française située dans le département du Nord, en région Hauts-de-France.

## Géographie
Féron se situe dans le sud-est du département du Nord (Hainaut) en plein cœur du parc naturel régional de l'Avesnois. L'Avesnois est connu pour son bocage et son relief un peu vallonné dans sa partie sud-est (début des contreforts des Ardennes), dite « petite Suisse du Nord ».
En fait, Féron fait partie administrativement de l'Avesnois, géologiquement des Ardennes, historiquement du Hainaut et ses paysages rappellent la Thiérache.
La commune se trouve à 110 km de Lille (préfecture du Nord), Bruxelles (Belgique) ou Reims (Marne), à 50 km de Valenciennes, de Mons (B) ou Charleroi (B), à 16 km d'Avesnes-sur-Helpe (sous-préfecture) et jouxte Fourmies.

### Communes limitrophes
| Rainsars  |           | Sains-du-Nord |
| Étrœungt  | Féron     | Glageon       |
| Rocquigny | Wignehies | Fourmies      |

### Hydrographie

#### Réseau hydrographique
La commune est située dans le bassin Artois-Picardie. Elle est drainée par le ruisseau du Pont de Sains, le ruisseau de la Fontaine Rouge, la Fausse rivière, la Tape Jean, le ruisseau du Pont leblanc, l'Écluse, les Bruyères et les Vieux Sarts,,.

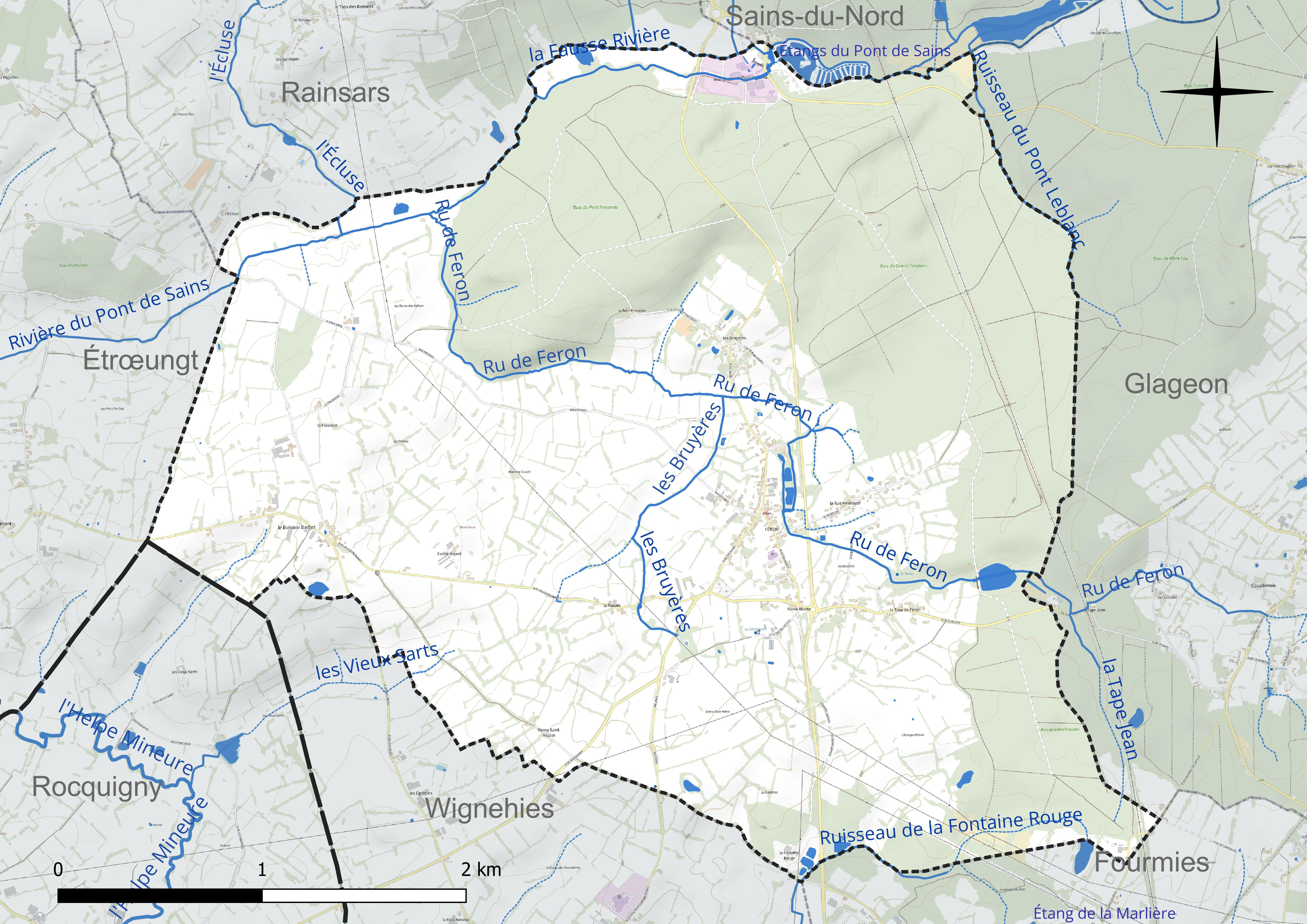
Réseau hydrographique de Féron.

Un plan d'eau complète le réseau hydrographique : les étangs du Pont de Sains, d'une superficie totale de 1,7 ha (0 ha sur la commune),.

#### Gestion et qualité des eaux
Le territoire communal est couvert par le schéma d'aménagement et de gestion des eaux (SAGE) « Sambre ». Ce document de planification concerne un territoire de 1 253 km2 de superficie, délimité par le bassin versant de la Sambre. Le périmètre a été arrêté le 1er novembre 2003 et le SAGE proprement dit a été approuvé le 21 septembre 2012, puis modifié le 18 août 2022. La structure porteuse de l'élaboration et de la mise en œuvre est le syndicat mixte du Parc naturel régional de l'Avesnois. 
La qualité des cours d'eau peut être consultée sur un site dédié géré par les agences de l'eau et l'Agence française pour la biodiversité. 

### Climat
Pour des articles plus généraux, voir Climat des Hauts-de-France et Climat du Nord.
En 2010, le climat de la commune est de type climat des marges montargnardes, selon une étude du CNRS s'appuyant sur une série de données couvrant la période 1971-2000. En 2020, Météo-France publie une typologie des climats de la France métropolitaine dans laquelle la commune est exposée à un climat océanique altéré et est dans la région climatique  Nord-est du bassin Parisien, caractérisée par un ensoleillement médiocre, une pluviométrie moyenne régulièrement répartie au cours de l'année et un hiver froid (3 °C). 
Pour la période 1971-2000, la température annuelle moyenne est de 9,7 °C, avec une amplitude thermique annuelle de 15,2 °C. Le cumul annuel moyen de précipitations est de 889 mm, avec 13 jours de précipitations en janvier et 9,9 jours en juillet. Pour la période 1991-2020, la température moyenne annuelle observée sur la station météorologique la plus proche, située sur la commune de Saint-Hilaire-sur-Helpe à 13 km à vol d'oiseau, est de 10,5 °C et le cumul annuel moyen de précipitations est de 802,4 mm,. Pour l'avenir, les paramètres climatiques de la commune estimés pour 2050 selon différents scénarios d'émission de gaz à effet de serre sont consultables sur un site dédié publié par Météo-France en novembre 2022.

## Urbanisme

### Typologie
Au 1er janvier 2024, Féron est catégorisée commune rurale à habitat dispersé, selon la nouvelle grille communale de densité à sept niveaux définie par l'Insee en 2022.
Elle est située hors unité urbaine. Par ailleurs la commune fait partie de l'aire d'attraction de Fourmies, dont elle est une commune de la couronne,. Cette aire, qui regroupe 7 communes, est catégorisée dans les aires de moins de 50 000 habitants,.

### Occupation des sols
L'occupation des sols de la commune, telle qu'elle ressort de la base de données européenne d'occupation biophysique des sols Corine Land Cover (CLC), est marquée par l'importance des territoires agricoles (57,9 % en 2018), en diminution par rapport à 1990 (59,7 %). La répartition détaillée en 2018 est la suivante : 
prairies (57,8 %), forêts (38,8 %), zones urbanisées (3,4 %). L'évolution de l'occupation des sols de la commune et de ses infrastructures peut être observée sur les différentes représentations cartographiques du territoire : la carte de Cassini (XVIIIe siècle), la carte d'état-major (1820-1866) et les cartes ou photos aériennes de l'IGN pour la période actuelle (1950 à aujourd'hui).

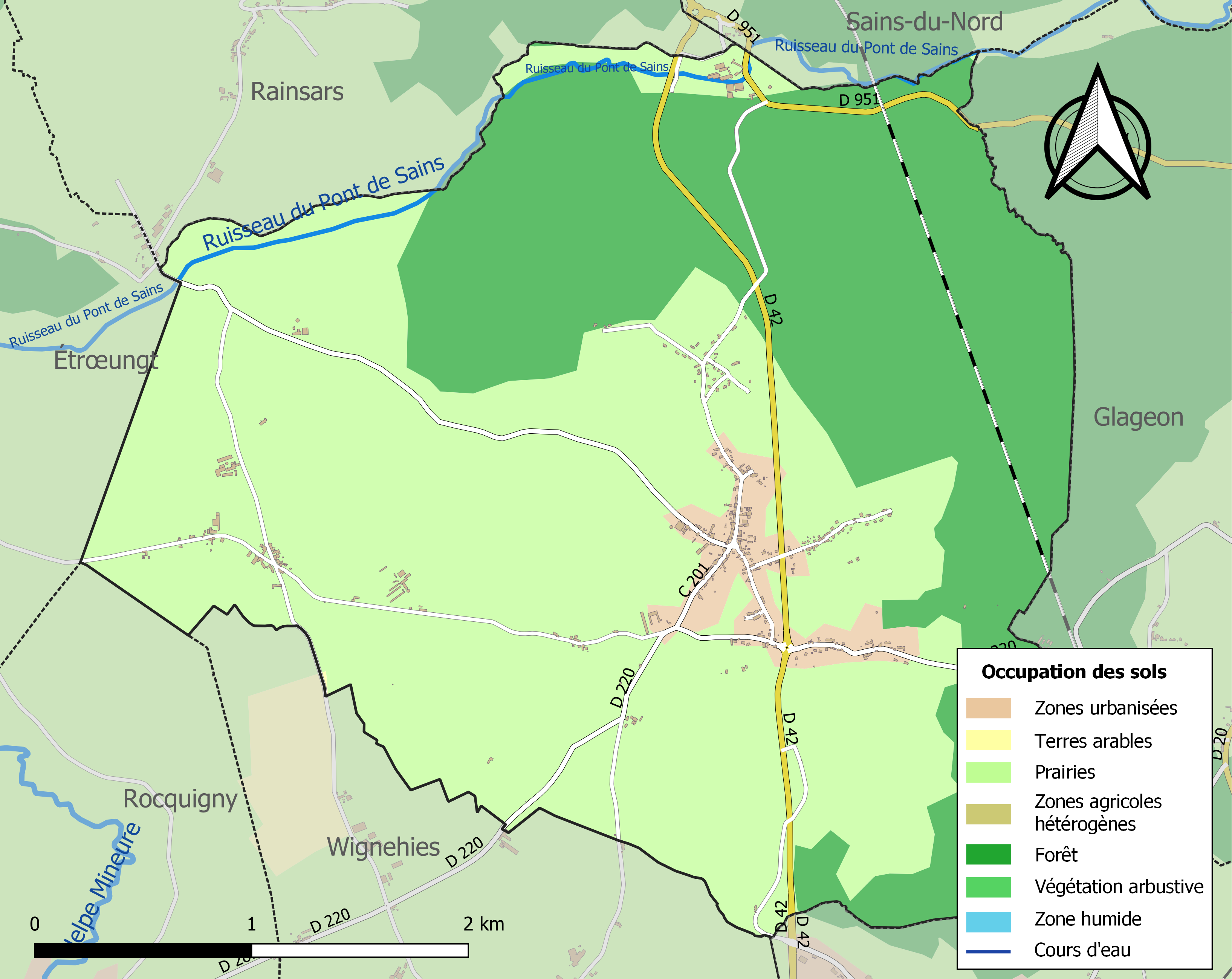
Carte des infrastructures et de l'occupation des sols de la commune en 2018 (CLC).

## Toponymie
- Etymolgie : Le nom de la commune serait lié à l'exploitation passée de mines de fer et à l'industrie du fer.

## Histoire
- 1095 : la première mention du village de Féron figure dans l'acte de donation de Thierry d'Avesnes à l'abbaye de Liessies en 1095. Celle-ci développe l'industrie des forges.
- 1581 : au lieu-dit Pont de Sains, est créée une forge par Philippe de Lallis, originaire de Glageon. Un premier château est élevé au XVIe siècle dont ne perdure que la porte d'accès constituée de deux tours.
- 1627 : l'église fortifiée, succursale de Glageon, devient paroisse vers 1627. Sa tour a été surélevée en 1614 et munie de meurtrières. Le chœur actuel de l'église a été reconstruit en 1784.
- 1747 : château du Pont de Sains : Philippe-Joseph-Emmanuel du Puis fait bâtir sur les lieux un château que Talleyrand rachète après les saisies révolutionnaires. La prince ajoute une aile en 1808 ainsi qu'un étage en 1829. À la fin du XIXe siècle, d'importants remaniements sont effectués par la famille de Castellane. Le château du Pont de Sains appartient désormais à l'association trélonaise La Maison des Enfants qui y a créé un Centre d'aide par le travail pour des adultes handicapés.
- 1790 : à la suite de la subdivision des départements français en districts, à partir de 1790, Féron se trouve dans le canton d'Etroeungt qui regroupe également les communes de Floyon, Larouillies, Rainsars et Wignehies, lequel canton appartient au district d'Avesnes jusqu'en 1795, date à laquelle les districts sont supprimés par la constitution du 5 fructidor An III (22 août 1795). Ils seront remplacés par les arrondissements créés par la loi du 28 pluviôse an VIII (17 février 1800). Plus tard, le canton sera scindé entre celui d'Avesnes-sud et Trélon. Féron fera partie du canton de Trélon.
- 1791 : l'abbaye possède encore un fourneau situé au lieu-dit la Rue Heureuse.
- 1860 : l'activité de forge cesse en 1860 à la suite d'un édit protégeant la forêt et de l'intérêt pour la houille.

## Héraldique
|  | Les armes de Féron se blasonnent ainsi :Écartelé : aux 1 et 4, d'argent à trois fasces de gueules ; aux 2 et 3, d'argent à trois doloires de gueules, les deux du chef adossées. |

Plusieurs villages de l'arrondissement d'Avesnes-sur-Helpe possèdent les mêmes armoiries : Étrœungt, Féron, Lez-Fontaine, Ferrière-la-Grande, Rousies, Solre-le-Château et Solrinnes ainsi que Bermerain dans l'arrondissement de Cambrai parce qu'ils appartenaient à la famille de Croÿ-Renty. Autre coïncidence, cinq de ces villages sont arrosés par la Solre : Lez-Fontaine, Ferrière-la-Grande, Rousies, Solre-le-Château et Solrinnes.

## Politique et administration

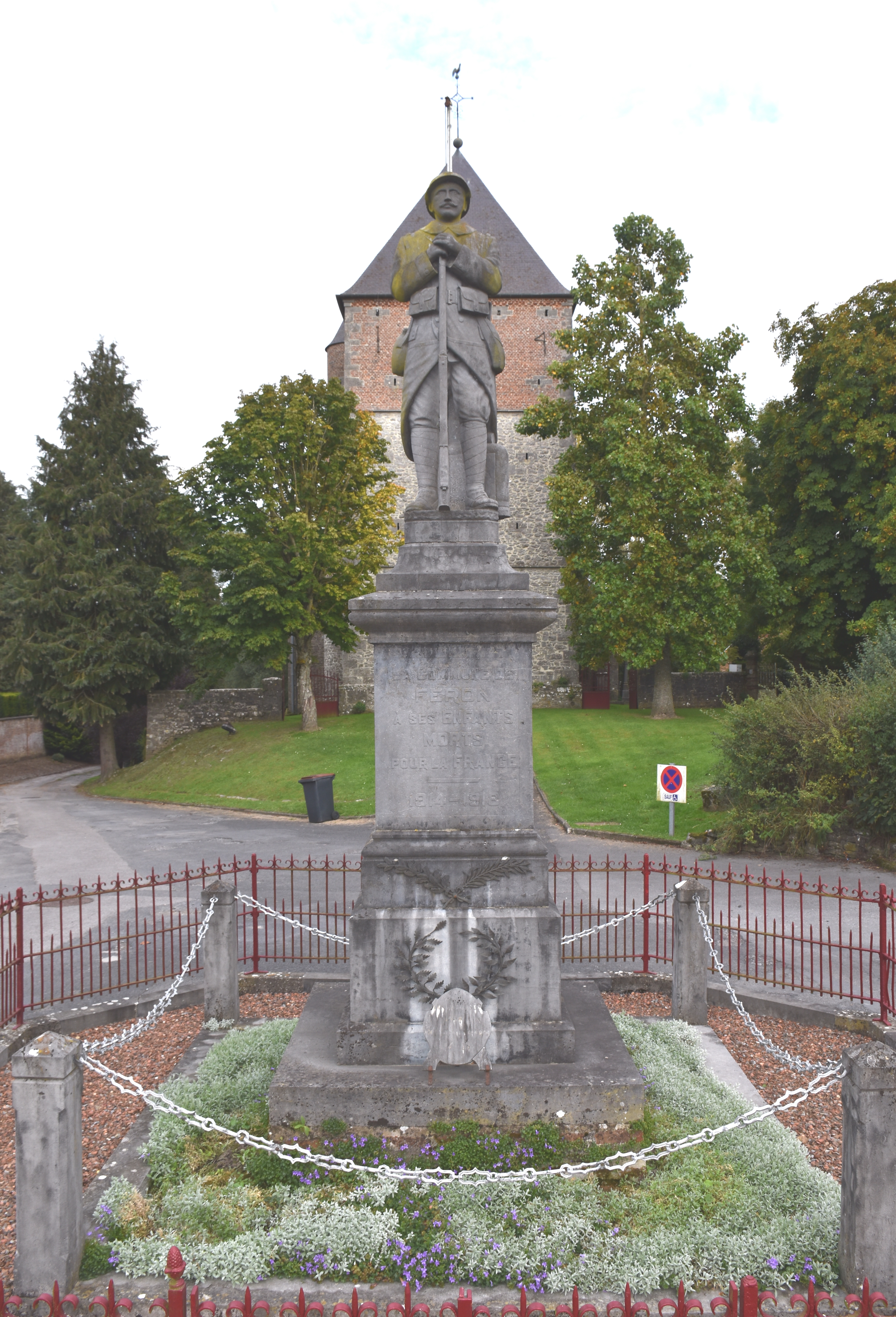
Le monument aux morts.

Maire en 1802-1803 : Jean Jos. Moutier.

Maire en 1807-1808 : Fontaine'.
| Période                                  | Période                    | Identité             | Étiquette | Qualité                                  |
| ---------------------------------------- | -------------------------- | -------------------- | --------- | ---------------------------------------- |
| 1977                                     | 2001                       | Edgar Lobet          |           | Exploitant agricole retraité             |
| Mars 2001                                | En cours (au 4 avril 2014) | Jean-François Baudry |           | Ingénieur Réélu pour le mandat 2014-2020 |
| Les données manquantes sont à compléter. |                            |                      |           |                                          |

## Population et société

### Démographie

#### Évolution démographique
L'évolution du nombre d'habitants est connue à travers les recensements de la population effectués dans la commune depuis 1793. Pour les communes de moins de 10 000 habitants, une enquête de recensement portant sur toute la population est réalisée tous les cinq ans, les populations de référence des années intermédiaires étant quant à elles estimées par interpolation ou extrapolation. Pour la commune, le premier recensement exhaustif entrant dans le cadre du nouveau dispositif a été réalisé en 2006.

En 2022, la commune comptait 509 habitants, en évolution de −10,39 % par rapport à 2016 (Nord : +0,51 %, France hors Mayotte : +2,11 %).
| 1793  | 1800 | 1806 | 1821 | 1831 | 1836 | 1841 | 1846 | 1851 |
| ----- | ---- | ---- | ---- | ---- | ---- | ---- | ---- | ---- |
| 1 792 | 547  | 584  | 566  | 589  | 639  | 655  | 634  | 630  |

| 1856 | 1861 | 1866 | 1872 | 1876 | 1881 | 1886 | 1891 | 1896 |
| ---- | ---- | ---- | ---- | ---- | ---- | ---- | ---- | ---- |
| 620  | 655  | 654  | 601  | 586  | 540  | 570  | 547  | 557  |

| 1901 | 1906 | 1911 | 1921 | 1926 | 1931 | 1936 | 1946 | 1954 |
| ---- | ---- | ---- | ---- | ---- | ---- | ---- | ---- | ---- |
| 566  | 531  | 520  | 469  | 486  | 520  | 471  | 454  | 473  |

| 1962 | 1968 | 1975 | 1982 | 1990 | 1999 | 2006 | 2011 | 2016 |
| ---- | ---- | ---- | ---- | ---- | ---- | ---- | ---- | ---- |
| 487  | 489  | 468  | 526  | 558  | 519  | 522  | 564  | 568  |

| 2021 | 2022 | - | - | - | - | - | - | - |
| ---- | ---- | - | - | - | - | - | - | - |
| 527  | 509  | - | - | - | - | - | - | - |

#### Pyramide des âges
La population de la commune est relativement jeune.
En 2018, le taux de personnes d'un âge inférieur à 30 ans s'élève à 33,3 %, soit en dessous de la moyenne départementale (39,5 %). À l'inverse, le taux de personnes d'âge supérieur à 60 ans est de 25,9 % la même année, alors qu'il est de 22,5 % au niveau départemental.
En 2018, la commune comptait 273 hommes pour 294 femmes, soit un taux de 51,85 % de femmes, légèrement supérieur au taux départemental (51,77 %).
Les pyramides des âges de la commune et du département s'établissent comme suit.
| Hommes | Classe d’âge | Femmes |
| ------ | ------------ | ------ |
| 0,4    | 90 ou +      | 0,3    |
| 7,8    | 75-89 ans    | 7,7    |
| 19,0   | 60-74 ans    | 16,7   |
| 23,4   | 45-59 ans    | 23,2   |
| 16,7   | 30-44 ans    | 18,3   |
| 15,5   | 15-29 ans    | 16,5   |
| 17,2   | 0-14 ans     | 17,4   |

| Hommes | Classe d’âge | Femmes |
| ------ | ------------ | ------ |
| 0,5    | 90 ou +      | 1,4    |
| 5,3    | 75-89 ans    | 8,1    |
| 14,8   | 60-74 ans    | 16,2   |
| 19,1   | 45-59 ans    | 18,4   |
| 19,5   | 30-44 ans    | 18,7   |
| 20,7   | 15-29 ans    | 19,1   |
| 20,2   | 0-14 ans     | 18     |

## Les Féron'Arts
Les Féron'Arts: le festival à coucher dehors !
Tous les deux ans, à la mi-août, Féron se met en festival.
En 1978, naissaient "Les Féronades", festival de musique, danse, théâtre, arts plastiques et artisanat d'art. : 6 éditions et 10 ans d'existence ont fait de cet événement un lieu de rencontres culturelles et artistiques au nord de Paris, accueillant de nombreux artistes et artisans qui, par leur présence, ont contribué à donner à Féron un attrait considérable et le renom qu'on lui connaît.
En 1996, dans la continuité des Féronades, c'est sur une impulsion nouvelle que naît l'association Féron'arts, qui a initié depuis une stratégie permanente de développement culturel qui trouve son point d'expression lors de son festival biennal : les Féron'Arts.
L'esprit du festival : « partager le beau, l'émotion et l'imaginaire ».
Le détour d'une rue, l'entrebâillement d'une porte de grange, les gradins d'un chapiteau, l'intérieur d'une église, s'offrent alors comme de véritables lieux de découvertes et de rencontres artistiques insolites et imprévues.
Le village devient pour quelques jours un parc d'"Arts-tractions", avec entre autres particularités l'accès gratuit aux lieux d'exposition et une tarification très faible rendant accessible à tous le spectacle vivant.
Manifestation éclectique destinée à toucher l'ensemble de la population du territoire et accueillant des artistes venus d'horizons multiples, les Féron'Arts se veulent avant tout le lieu et l'époque d'une réconciliation entre l'art et le public, entre tous les arts et tous les publics.
Féron : l'Art et la Matière : une stratégie permanente de développement culturel
Si les Féronades étaient un important rendez-vous culturel, les Féron'Arts ont initié depuis leur création une stratégie permanente de développement culturel.
Porté par l'association, Féron passe ainsi du statut de village où s'organisait une manifestation culturelle tous les deux ans de rayonnement régional et transfrontalier à celui de « Féron, l'Art et la Matière », projet territorial dynamique au cœur de la stratégie culturelle du pays de Sambre Avesnois.
Tout au long de l'année, Féron'arts c'est :
Un travail de proximité mis en place avec les communes partenaires  
•	des ateliers d'écriture permanents pour renforcer le travail d'appropriation de l'Art
•	des ateliers cirque dans les communes partenaires avant le festival
•	l'édition d'un recueil d'écrits d'écoliers, fédérant plusieurs actions d'écritures mises en place sur le    territoire
•	un partenariat large et toujours grandissant avec les communes du canton, avec le public scolaire
Un espace de découverte
•	un coup de projecteur sur les artistes originaires de l'Avesnois ayant acquis une notoriété en dehors du territoire
•	une programmation à la recherche d'artistes en devenir
un soutien à la création artistique 
•	des commandes de créations artistiques
•	l'accompagnement de résidences d'artistes

## Lieux et monuments
- Église fortifiée Saint-Martin.
- Calvaire du cimetière.
- Château du Pont-de-Sains de la fin du XVIe siècle
- Temple de l'Amour du XIXe siècle
- Nombreuses chapelles; la chapelle Lejeune date de 1643
- Monument aux morts
- Fontaine ferrugineuse du début du XIXe siècle

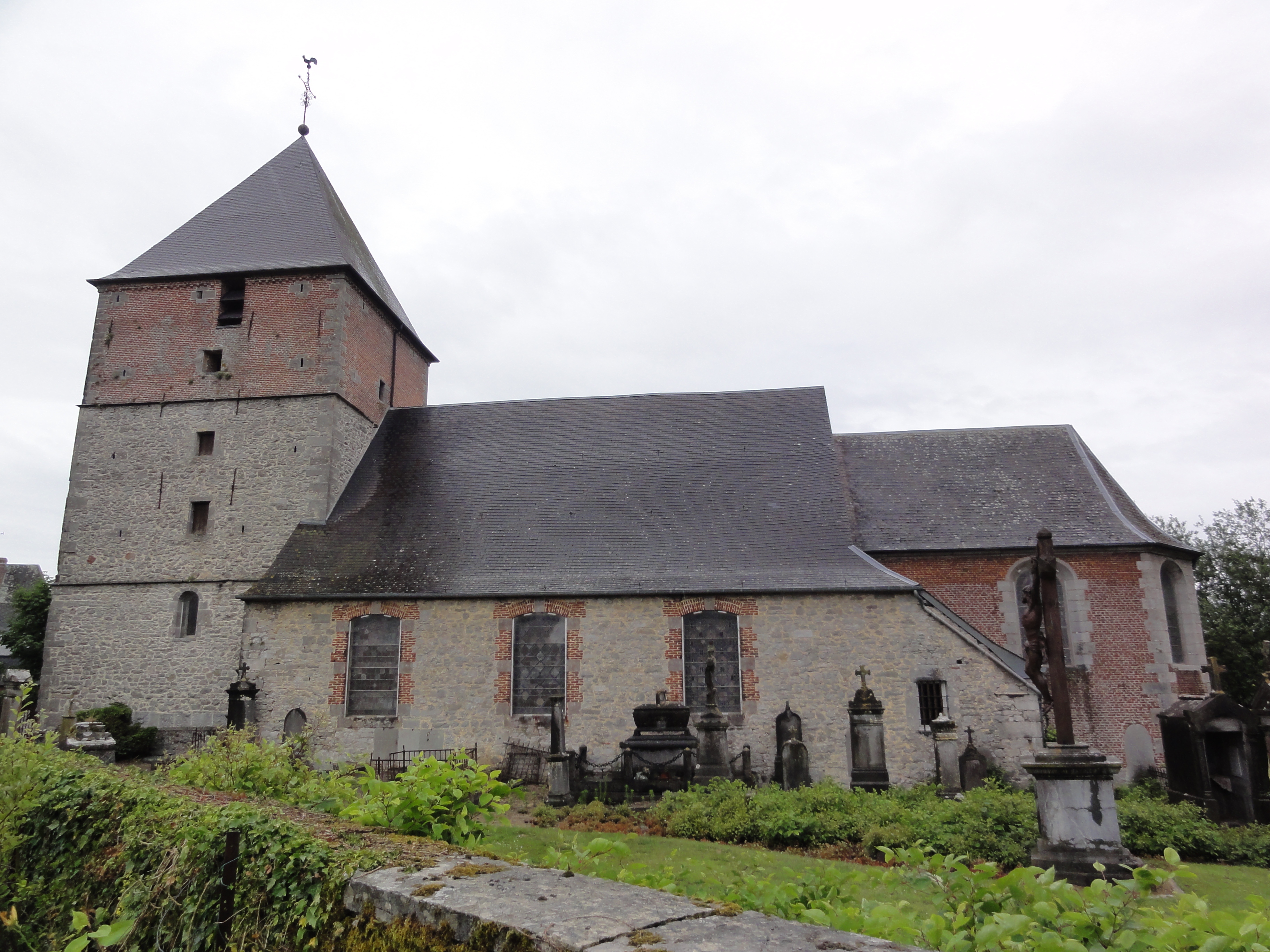
Église fortifiée Saint-Martin
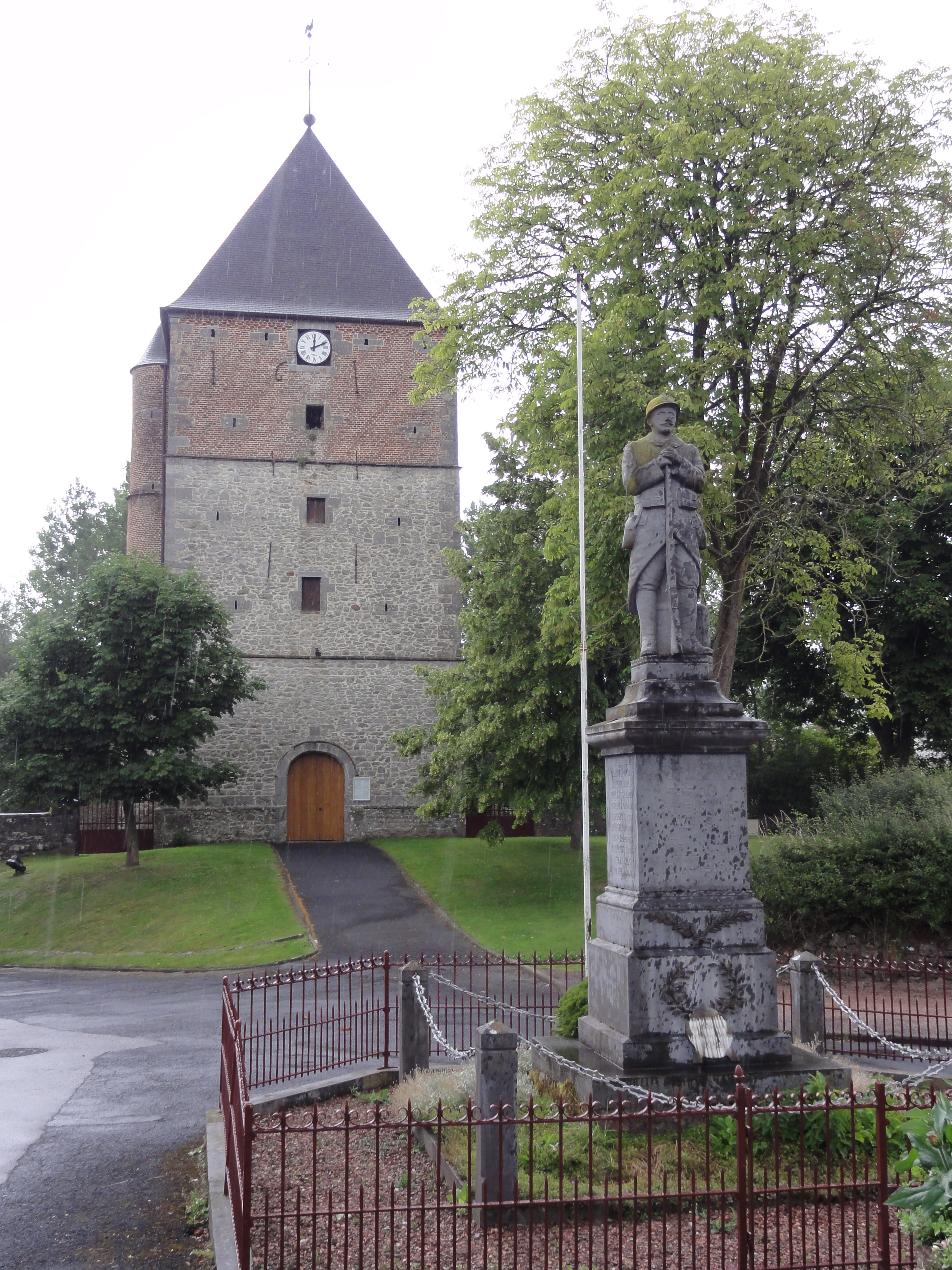
Monument aux morts devant l'église
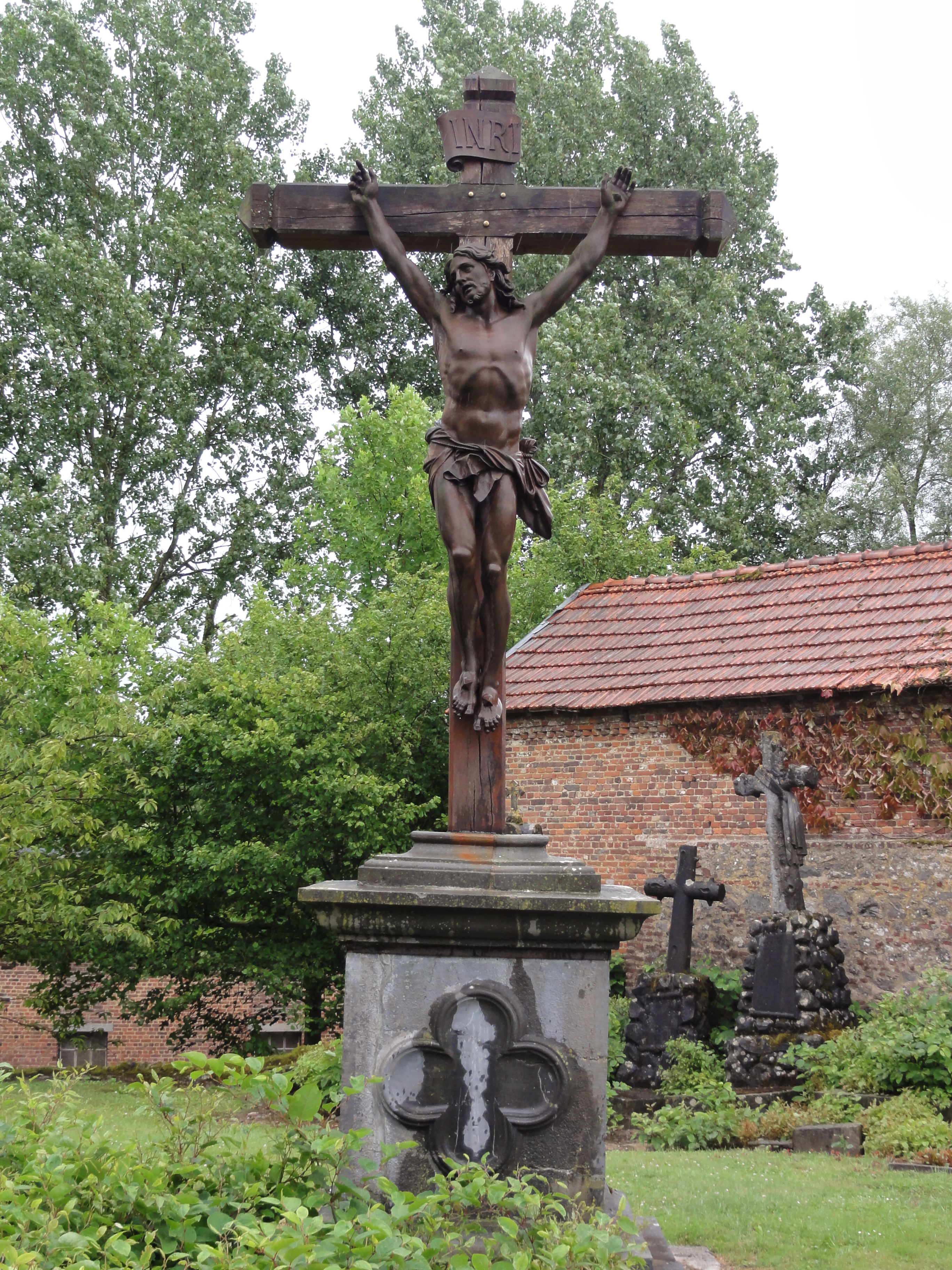
Calvaire du cimetière
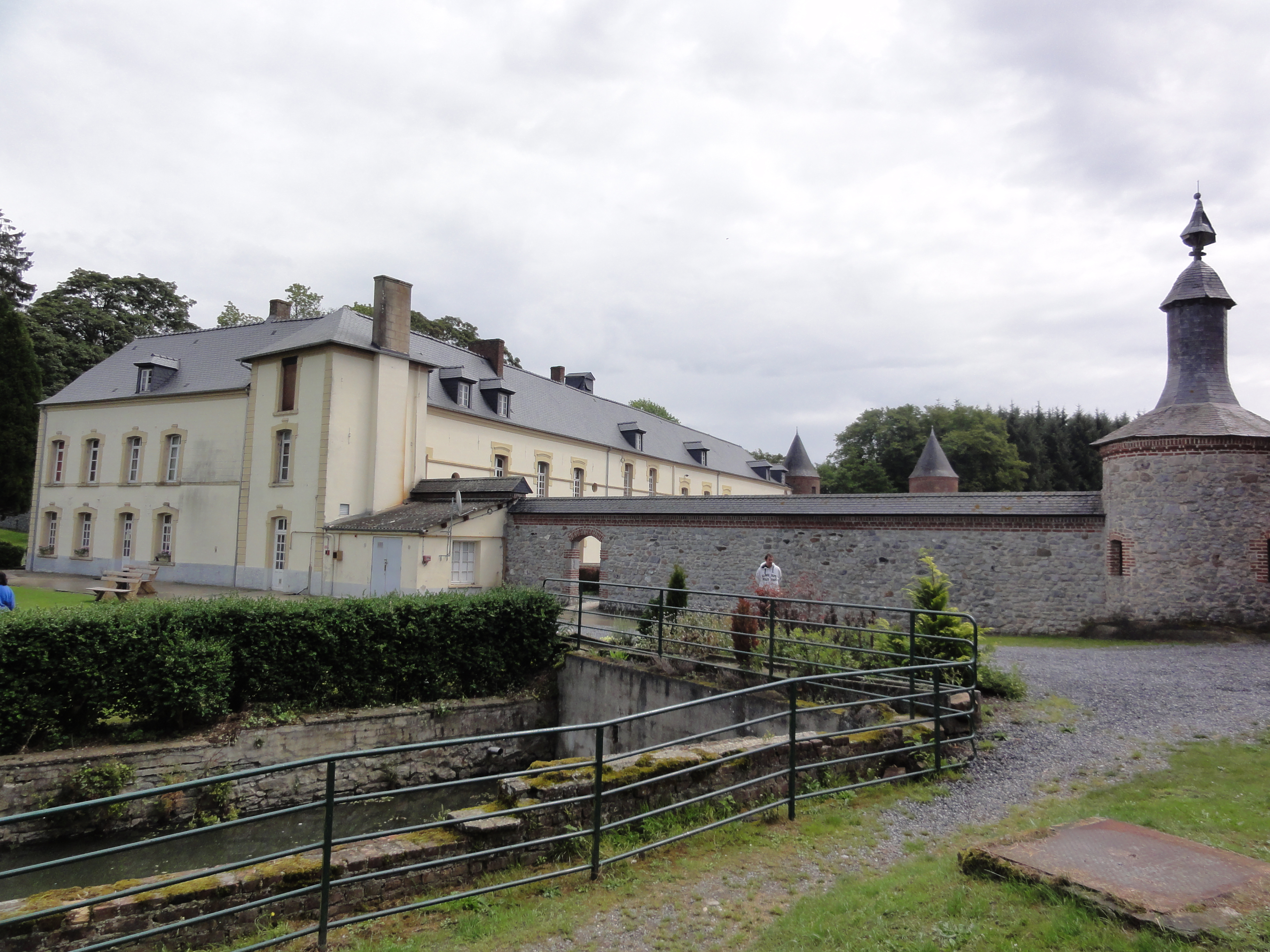
Château du Pont-de-Sains

- Nombreuses chapelles sur le territoire de la commune; la chapelle Lejeune à La Coquelette date de 1643 et porte l'inscription occis par l'ennemi.

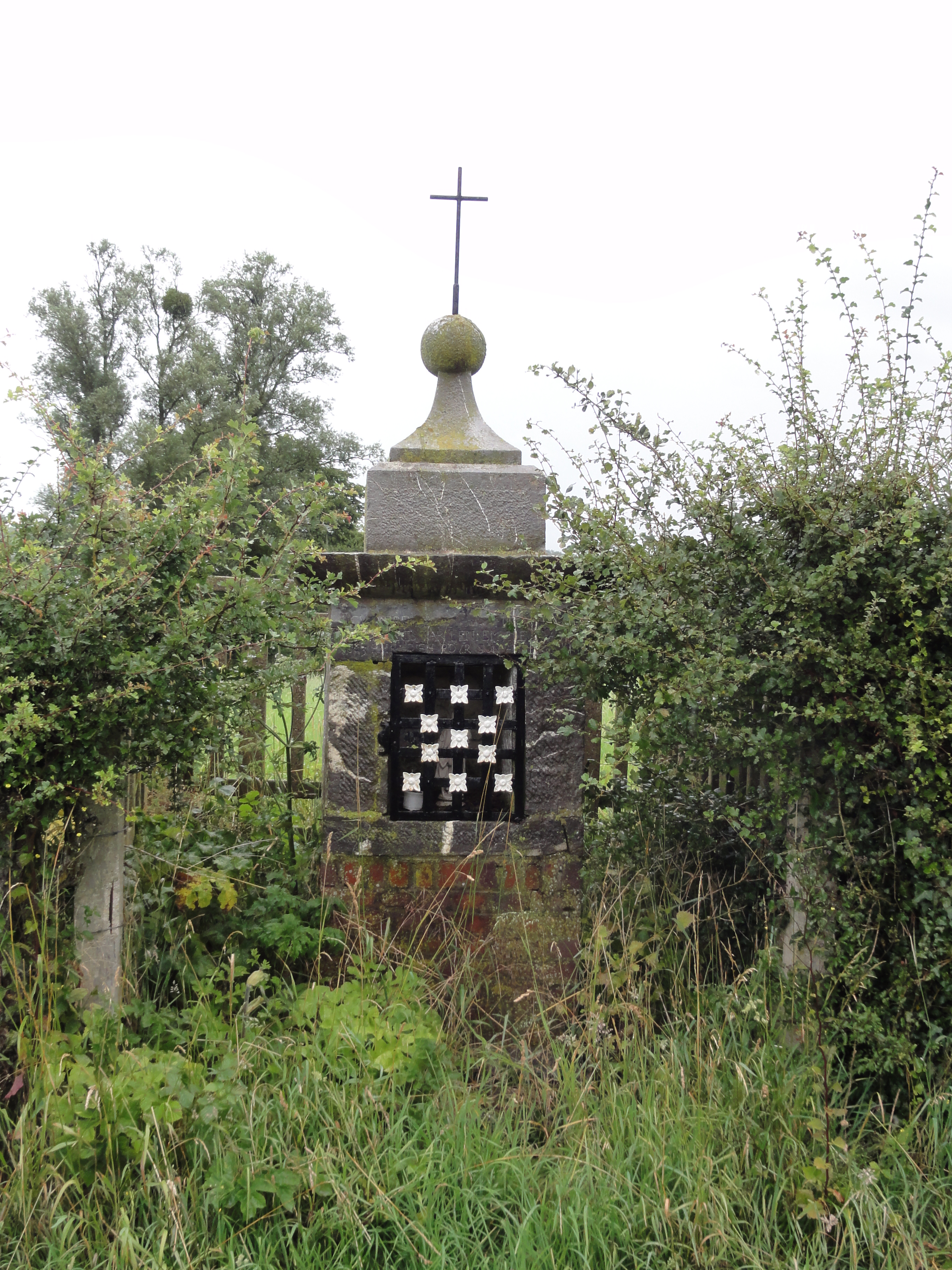
Chapelle Lejeune (occis par l'ennemi 1643
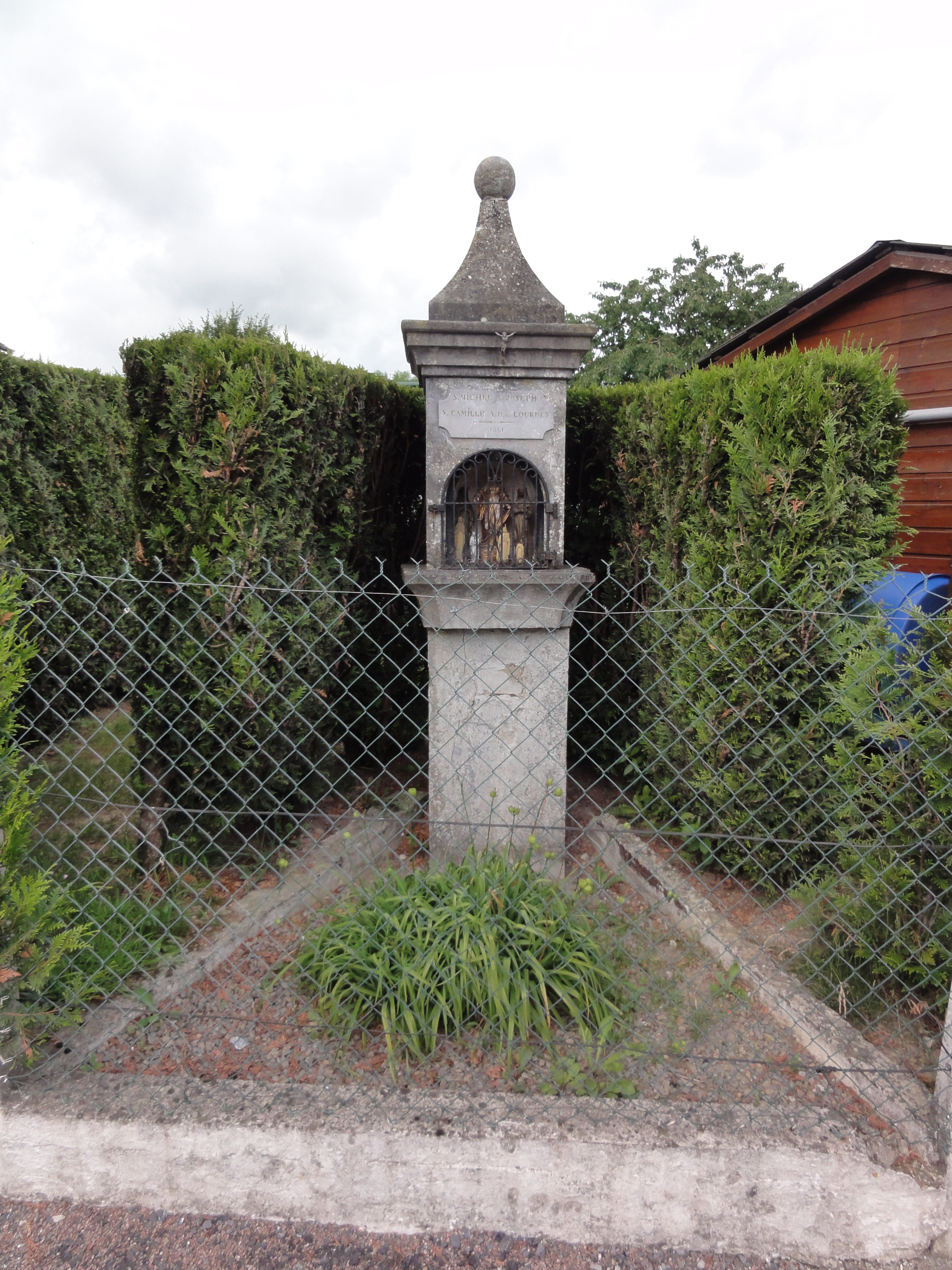
Chapelle Sts.Michel,Joseph,Camille,N.D. de Lourdes
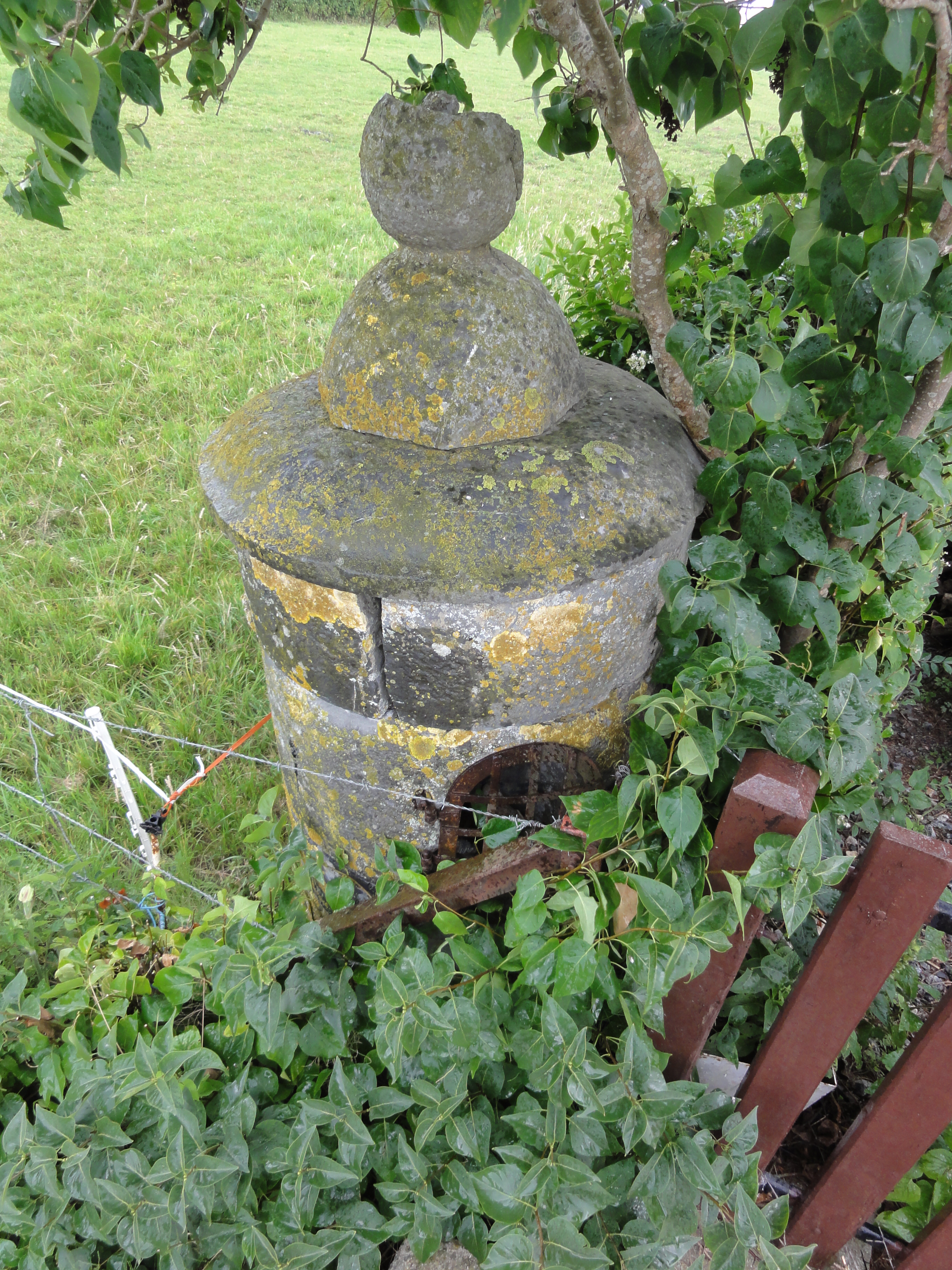
Chapelle à l'ouest du Brison Barbet
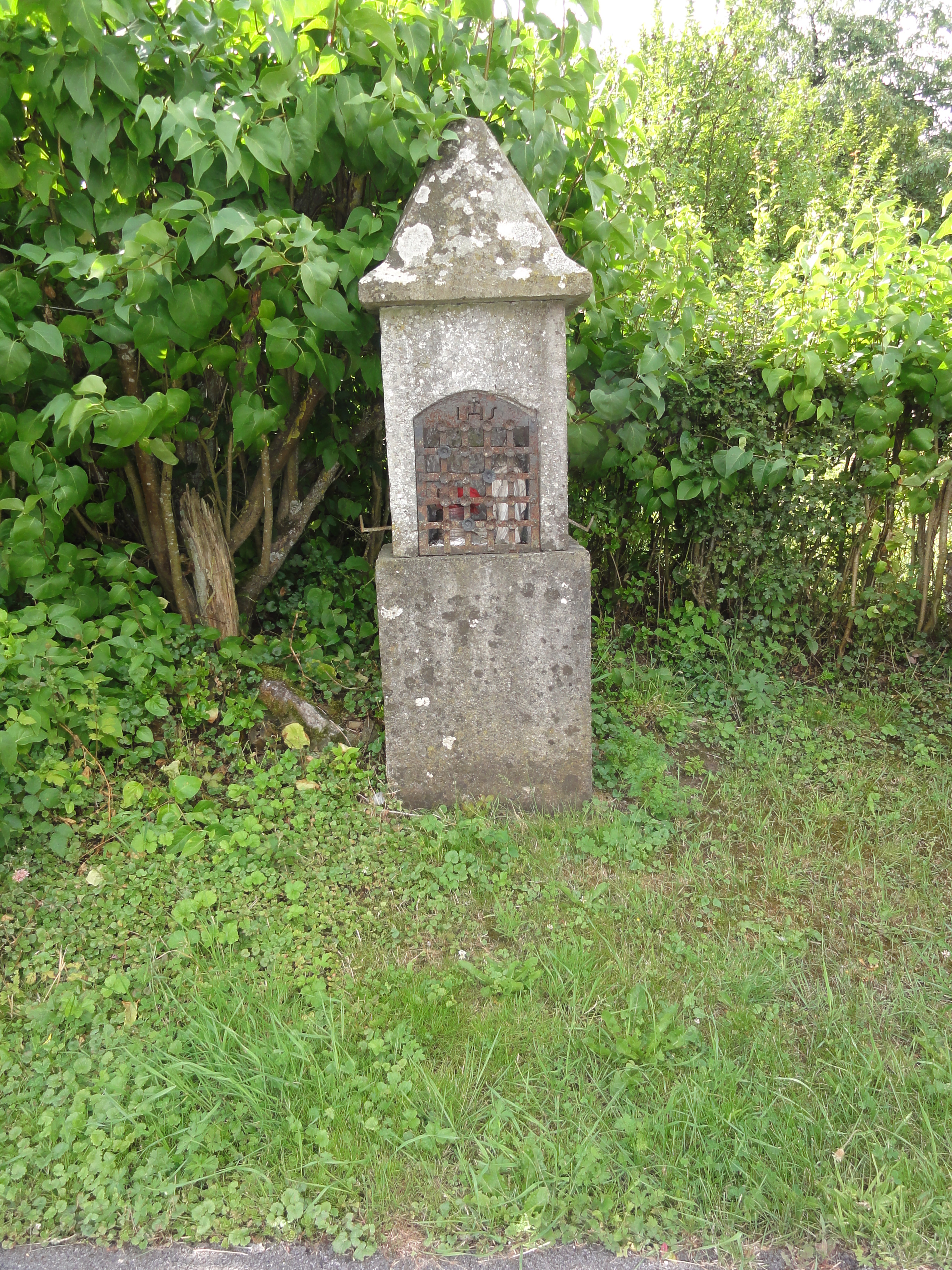
Chapelle au Trou de Féron
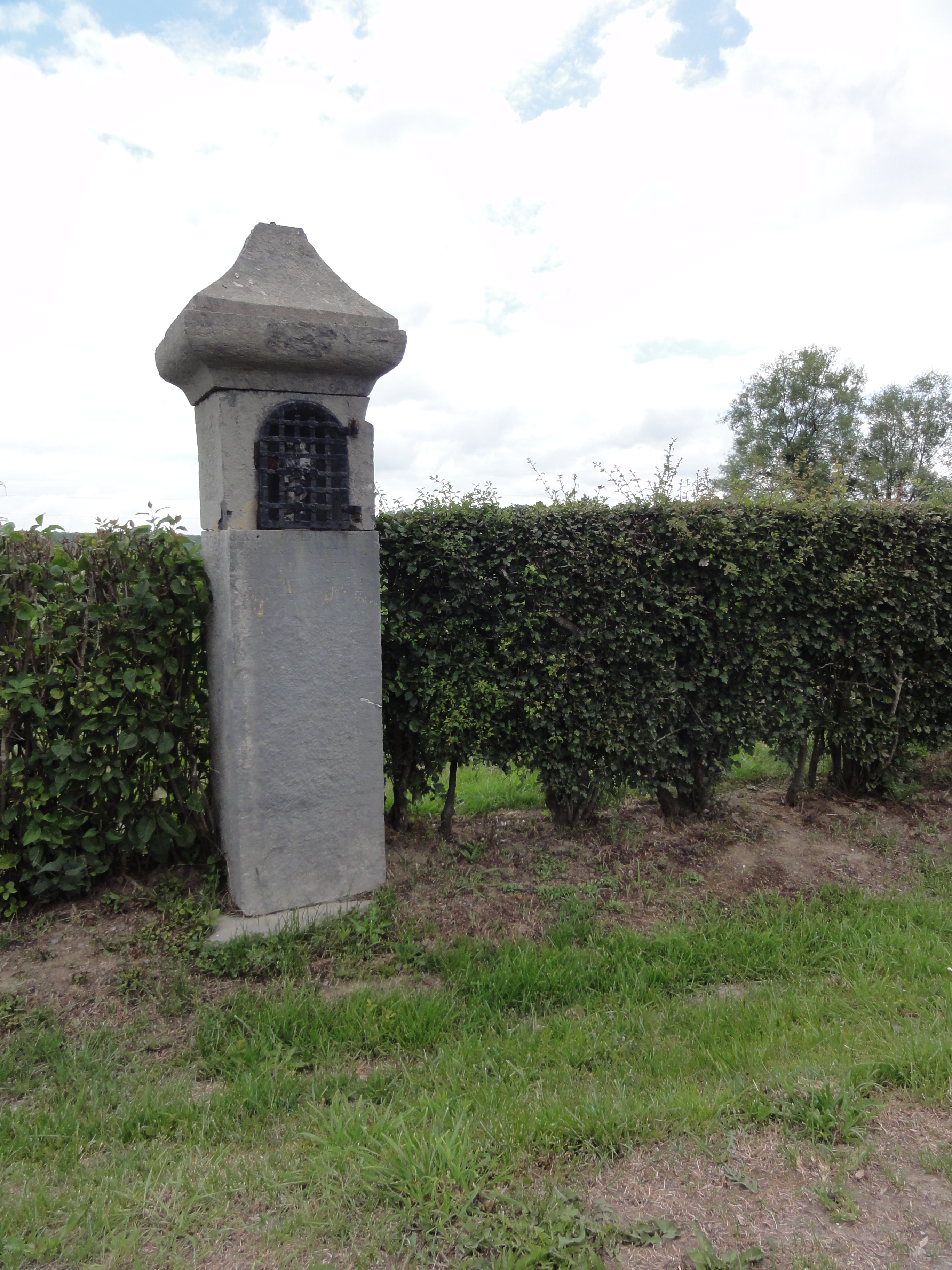
Chapelle St.joseph à La Masure.
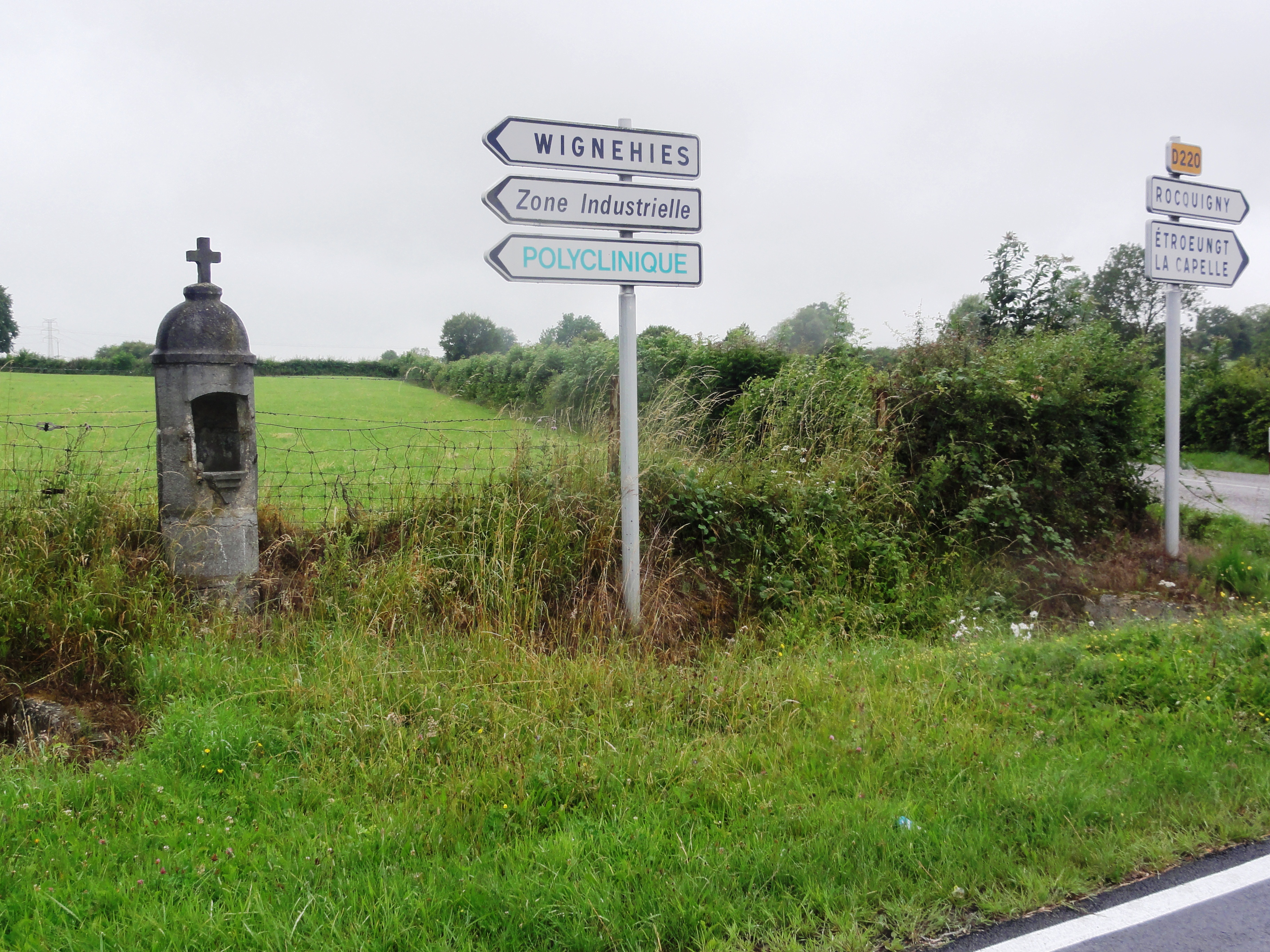
Chapelle Sts Léonard et Courgon, sur la D220

### Cartes postales anciennes

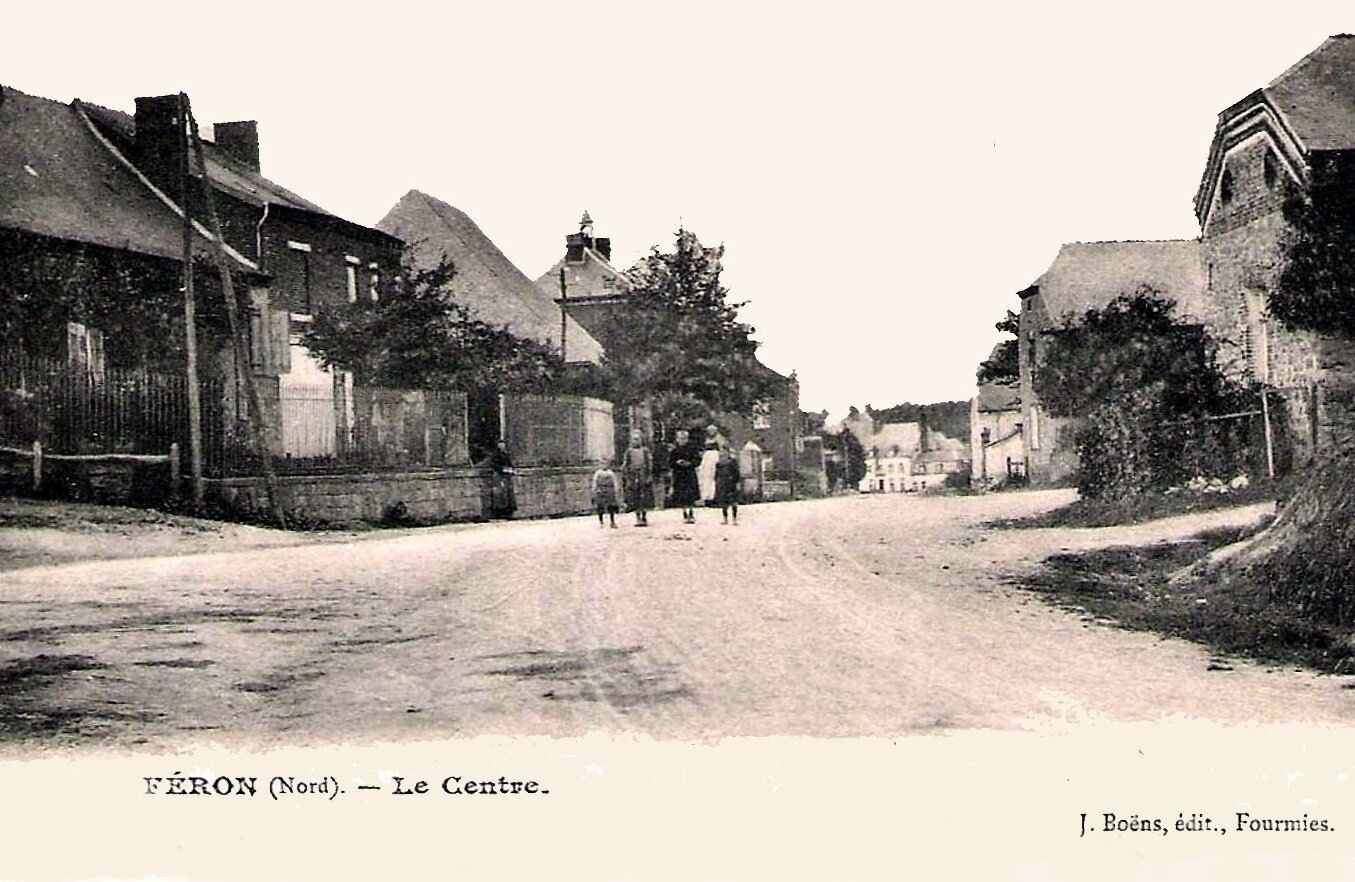
.
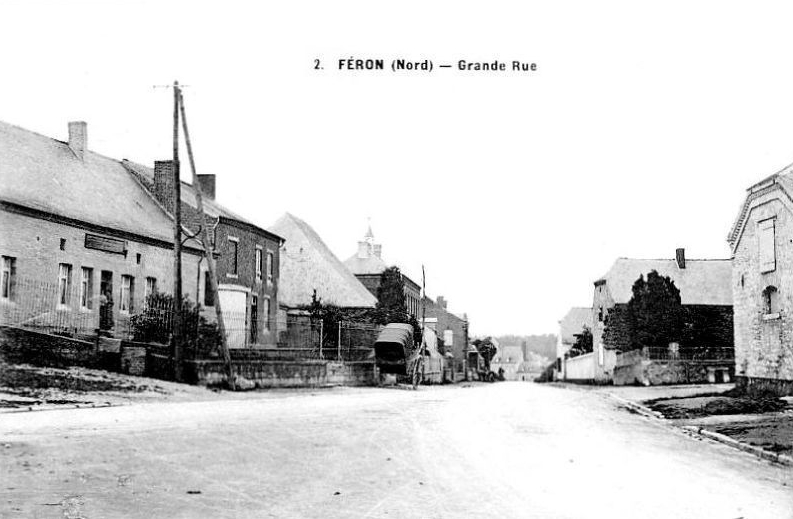
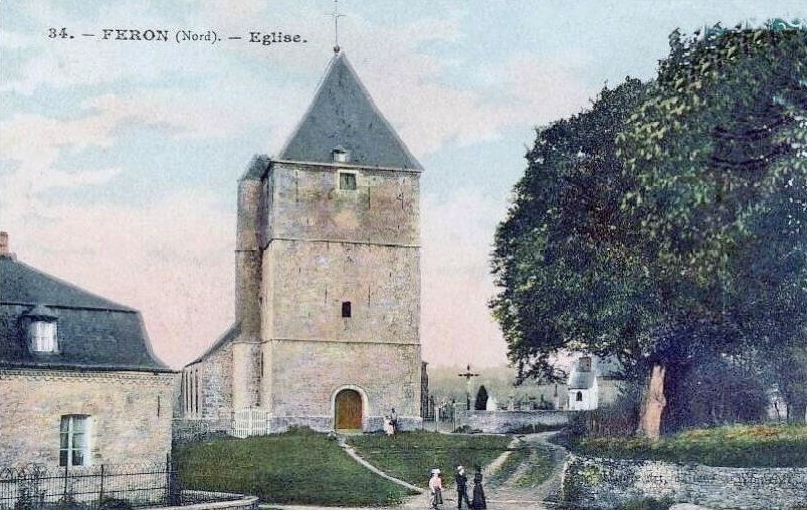
Carte postale de l'église vers 1910.
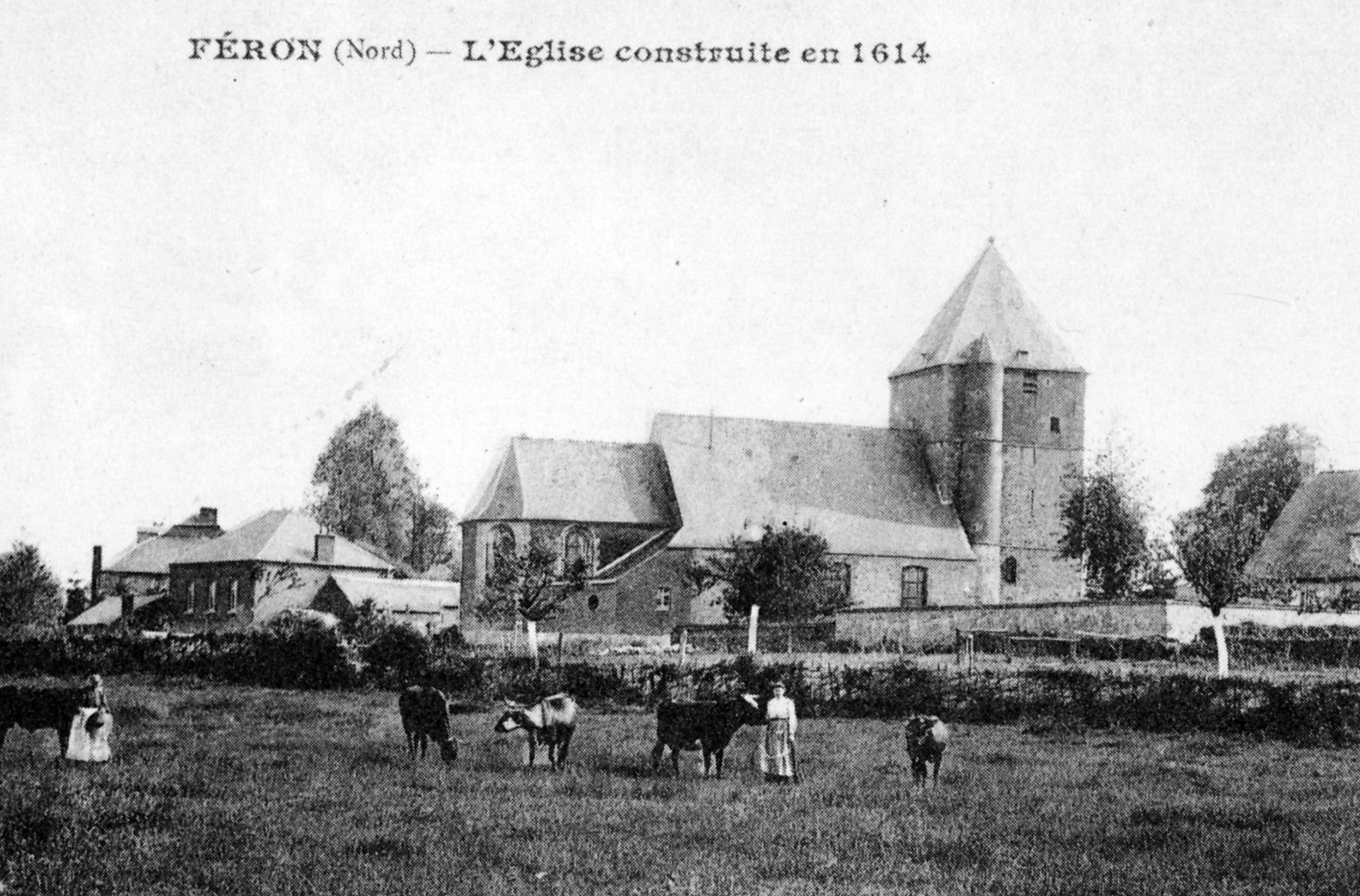
Carte postale de l'église vers 1910.
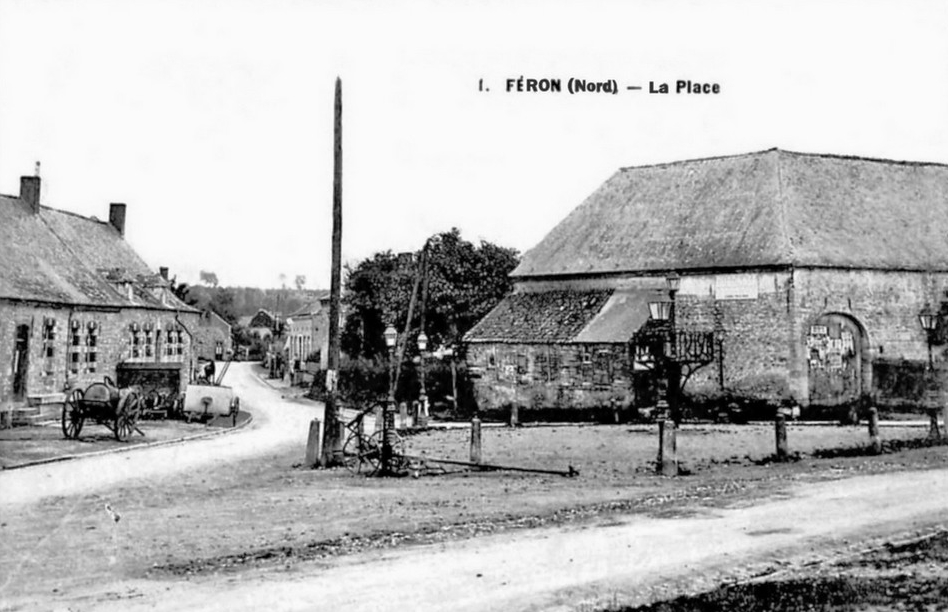
.

## Personnalités liées à la commune
- Léon Moreaux, (1852-1921), tireur sportif français, médaillé olympique y est né.

## Cultes
Féron fait partie de la paroisse Sainte-Claire en Avesnois (diocèse de Cambrai),

## Pour approfondir